# Квалзо (Удине)
Квалзо је насеље у Италији у округу Удине, региону Фурланија-Јулијска крајина.
Према процени из 2011. у насељу је живело 652 становника. Насеље се налази на надморској висини од 198 м.